# Harald Reinl
Harald Reinl (Bad Ischl, Àustria, 8 de juliol de 1908 – Puerto de la Cruz, Santa Cruz de Tenerife, 9 d'octubre de 1986) va ser un director de cinema alemany.

## Biografia
La seva primera experiència cinematogràfica va ser com a extra en 1949, en la pel·lícula Bergkristal del director pioner Arnold Fanck. Treballà com a guionista de Tiefland dirigida i protagonitzada per Leni Riefenstahl.
Va començar la seva carrera com a director cap a 1950, i va ser especialment conegut per les seves pel·lícules basades en dos autors: Edgar Wallace i Karl May, i en sèries del doctor Mabuse, Jerry Cotton i Kommissar X.
Va estar casat amb Corinna Frank de 1946 a 1950, i amb l'actriu Karin Dor de 1954 a 1968. En 1969 va produir i va dirigir la pel·lícula documental Erinnerungen an die Zukunft, basada en el llibre d'Erich von Däniken.
Va morir tràgicament el 9 d'octubre de 1986 a la casa d'un amic a Puerto de la Cruz, Santa Cruz de Tenerife, Espanya, apunyalat per la seva tercera esposa, l'actriu txeca Daniela Maria Delis, que era alcohòlica.

## Filmografia
- 1950 - Gesetz ohne Gnade
- 1951 - Nacht am Mont-Blanc
- 1952 - Der Herrgottschnitzer von Ammergau
- 1952 - Hinter Klostermauern
- 1953 - Der Klosterjäger
- 1954 - Rosen-Resli
- 1954 - Der schweigende Engel
- 1955 - Solange du lebst
- 1956 - Die Fischerin vom Bodensee
- 1956 - Ein Herz schlägt für Erika
- 1956 - Johannisnacht
- 1957 - Almenrausch und Edelweiß
- 1957 - Die Prinzessin von St. Wolfgang
- 1957 - Die Zwillinge vom Zillertal
- 1958 - U 47 - Kapitänleutnant Prien
- 1958 - Die grünen Teufel von Monte Cassino
- 1958 - Romarei, das Mädchen mit den grünen Augeni
- 1959 - Der Frosch mit der Maske
- 1959 - Das Paradies der Matrosen
- 1960 - Die Bande des Schreckens
- 1960 - Wir wollen niemals auseinandergehen
- 1961 - Der Fälscher von London
- 1961 - Im Stahlnetz des Dr. Mabuse
- 1962 - Der Schatz im Silbersee
- 1962 - Der Teppich des Grauens
- 1962 - Die unsichtbaren Krallen des Dr. Mabuse
- 1963 - Winnetou I
- 1963 - Der Würger von Schloss Blackmoor
- 1963 - Die weiße Spinne
- 1964 - Winnetou II
- 1964 - Zimmer 13
- 1965 - Der letzte Mohikaner
- 1965 - Der unheimliche Mönsch
- 1965 - Winnetou III
- 1966 - Die Nibelungen, Teil 1: Siegfried
- 1966 - Das Schwert der Nibelungen (ein Zusammenschnitt der zwei Nibelungen-Teile für eine Wiederaufführung Anfang der 80er Jahre)
- 1967 - Die Nibelungen, Teil 2: Kriemhilds Rache
- 1967 - Die Schlangengrube und das Pendel
- 1968 - Winnetou und Shatterhand im Tal der Toten
- 1968 - Jerry Cotton, Fall Nr. 6: Dynamit in grüner Seide
- 1968 - Jerry Cotton, Fall Nr. 7: Der Tod im roten Jaguar
- 1969 - Die Lümmel von der ersten Bank, Teil 3 - Pepe, der Paukerschreck
- 1969 - Dr. med. Fabian - Lachen ist die beste Medizin
- 1969 - Jerry Cotton, Fall Nr. 8: Todesschüsse am Broadway
- 1970 - Die Lümmel von der ersten Bank, Teil 5 - Wir hau'n die Pauker in die Pfanne
- 1970 - Erinnerungen aus die Zukunft (documental)
- 1971 - Kommissar X jagt die roten Tiger
- 1971 - Verliebte Ferien in Tirol
- 1971 - Wer zuletzt lacht, lacht am besten
- 1972 - Grün ist die Heide
- 1972 - Der Schrei der schwarzen Wölfe
- 1972 - Sie liebten sich einen Sommer
- 1973 - Die blutigen Geier von Alaska
- 1973 - Schloß Hubertus
- 1974 - Der Jäger von Fall
- 1974 - Ein toter Taucher nimmt kein Gold
- 1976 - Botschaft der Götter (documental)
- 1977 - ...und die Bibel hat doch recht
- 1978 - Götz von Berlichingen mit der eisernen Hand
- 1981 - Sieben Weltwunder der Technik, Folge 1 bis 7 (TV)
- 1982 - Im Dschungel ist der Teufel los
- 1986 - Sri Lanka - Leuchtendes Land